# Límite (BDSM)
Límite, aplicado al BDSM, se refiere a todo aquello que una persona (adopte rol top o bottom) no acepta que se practique en una sesión. 

## Generalidades
Es recomendable establecer claramente los límites antes de empezar una relación seria o de quedar para una sesión. Es importante que ambas partes dejen claros cuáles son sus deseos en este respecto. Tanto el dominante como el sumiso pueden exponer sus límites, bien de forma oral o por escrito mediante algún tipo de formulario o descripción minuciosa.

## Tipos de límites
- Límite absoluto: algo que no debe hacerse bajo ningún concepto. *Rebasar uno de estos límites suele acarrear el fin de la sesión o de la relación. Ejemplos: "mi límite es la zoofilia".
- Límite negociable: algo que sólo se haría bajo circunstancias excepcionales o específicas, como en un momento de gran excitación sexual o con alguien de mucha confianza. Ejemplo: "no acepto ser prestado a otra persona a no ser que la conozca bien".
- Límite positivo: elemento del que no se puede prescindir. Ejemplo: "sólo me dejaré azotar si no dejas marcas".
- Sin límites: no se expone ningún tipo de restricción a las acciones que el dominante puede llevar a cabo. Generalmente denota gran falta de experiencia o un exceso de literatura. A medida que se adquire experiencia uno se va dando cuenta de qué prácticas le pueden agradar, cuáles no y hasta qué punto puede soportarlas. También puede ser un síntoma de confianza en una relación afianzada donde se sabe que el dominante no va a realizar prácticas que desagraden y se confíe en él por dicho conocimiento de los gustos mutuos.

## Conociendo tus límites
Una persona sin experiencia puede no comprender la importancia de los límites o puede no saber cuáles son los suyos. En dicho caso se haría necesario aprender de forma cuidadosa y sistemática cuáles son. Si la primera experiencia es demasiado extrema puede causar rechazo y dar lugar a que posteriormente no disfrute de dicha práctica nunca más. 
Si ambas partes son nuevas al mundo del BDSM la experiencia puede ser aún más compleja, puesto que uno no sabe cómo no quiere las cosas y otra parte no llega a saber muy bien el alcance de sus actos. 
Si ese no es el caso, la parte con más experiencia debería ayudar a la otra a informarse.
Los límites no son inamovibles, suelen variar con el tiempo, las circunstancias y la confianza que se adquiera. Es normal que esto ocurra. También es bastante habitual que el umbral de dolor tolerable varíe. También se pueden cambiar los límites por curiosidad, como probar algo que normalmente te desagradaría por la curiosidad de saber cómo es o por la satisfacción de haber sido capaz de hacerlo. Siempre se está a tiempo de parar. 
Sólo es aceptable que un dominante rebase los límites de un sumiso o masoquista si éste se lo pide.
- Datos: Q5985342